# Julia Razumiejczyk
Julia Razumiejczyk (ur. 1866, zm. sierpień 1887 w Warszawie) – krawcowa, działaczka socjalistyczna.

## Życiorys
Była szeregową aktywistką partii Proletariat, pracowała jako krawcowa w jednej z fabryk. W oparciu o materiały otrzymywane z partii założyła kółko socjalistyczne. Jej rola znacznie wzrosła, gdy po fali aresztowań jesienią 1885 jako jedna z nielicznych została zwolniona z aresztu i przekazana pod kuratelę policji. Podjęła współpracę z Władysławem Wisłockim i Bronisławą Waligórską, którzy przejęli po aresztowaniu Marii Bohuszewiczówny przywództwo nad inteligencką częścią partii Proletariat. W połowie 1886 Julię Razumiejczyk osadzono w Cytadeli Warszawskiej, była więziona w jednej celi z Marią Bohuszewiczówną i Rozalią Felsenhardt. Wszystkie trzy podczas osadzenia uczestniczyły w grypsowaniu, a w lutym 1887 zdemolowały celę jako przejaw solidarności z więźniem spoliczkowanym przez nadzorcę X Pawilonu, Piotra Fursa. 
Przebywając w X Pawilonie chorowała na gruźlicę, władze więzienne odmówiły przeniesienia jej do szpitala. Zmarła w celi w sierpniu 1887.

## Życie prywatne
Julia Razumiejczyk była zakochana w chórzyście Władysławie Wisłockim, z którym podczas osadzenia grypsowała. Władze więzienne przechwyciły w 1886 jeden z listów i aby potwierdzić autorstwo grypsu polecono Julii napisać kilka zdań o sobie. Z zachowanego opisu wiadomo, że aresztowano ją 29 sierpnia 1886, była panną i wyznawała prawosławie. W chwili aresztowania mieszkała z matką Joanna i bratem Józefem przy ulicy Pańskiej.